# Louis Henri René Meynadier
Pour les articles homonymes, voir Meynadier.
Louis Henri René Meynadier, né le 8 février 1778 à Saint-André-de-Valborgne dans le Gard et mort le 3 juillet 1847 à Paris, est un général français de la Révolution et de l’Empire.

## Biographie

### Du grenadier au capitaine, 1791-1802
Il entre en service en 1791 comme grenadier dans le 1er bataillon de volontaires du Gard, puis devient sergent-major à l’armée des Alpes en 1792. En 1793 il passe capitaine et est attaché aux adjudants-généraux de l’armée des Pyrénées orientales. Il se distingue à Rivesaltes et est blessé à la bataille de Peyrestortes le 17 septembre 1793. Fait prisonnier le 4 octobre 1794, il rentre en France l'année suivante.
Le 24 juin 1799 il est affecté au 1er bataillon de la Lozère avec lequel il rejoint l’armée d’Italie. Le 11 juillet 1800 il est nommé par le général Brune adjoint aux adjudants-généraux et aide de camp du général Vignolles le 10 juin 1801. En 1802, il est transféré à l’armée de Batavie.

### Sous l'Empire
En 1805 et 1806, Meynadier participe aux campagnes d'Autriche et de Prusse au sein du 2e corps de la Grande Armée. Il prend part à la bataille d’Austerlitz le 2 décembre 1805 et est promu chef de bataillon le 20 septembre 1806. Les 5 et 6 juillet 1809 il combat à Wagram, avant d'être fait chevalier de l'Empire le 15 août suivant. Meynadier est nommé colonel le 3 janvier 1810 au 2e régiment de chasseurs d’Illyrie — régiment d’Ottochatz —, par le gouverneur général de la province d’Illyrie, mais le maréchal Marmont le maintient comme adjoint du général Vignolle en Italie. 
En 1812 il participe à la campagne de Russie et le 15 avril il devient adjudant-commandant et chef d’état-major du maréchal Mortier. Le 15 février 1813, il est chef d'état-major du général Roguet et au mois de mai il occupe la même fonction dans la Garde impériale pendant la campagne de Saxe. Il est fait chevalier de la Couronne de fer le 16 août puis baron de l'Empire le 14 septembre suivant. Il se trouve à la bataille de Leipzig du 16 au 19 octobre 1813, ainsi qu’à celle de Hanau les 30 et 31 octobre suivant. Il est promu général de brigade le 4 novembre 1813 et devient chef d’état-major du 6e corps d’armée du maréchal Marmont le 7 novembre suivant.

### D'une Restauration à l'autre, 1814-1844
À la Première Restauration, il est affecté le 2 juin 1814, comme lieutenant-commandant à la 4e compagnie des Gardes du corps du roi, puis est fait chevalier de Saint-Louis le 1er juillet suivant. Le 6 novembre 1814, il est créé comte par le roi Louis XVIII et est élevé au grade de général de division le 18 mars 1815. En mai 1815, en qualité de chef d'état-major de la Maison militaire du roi, il accompagne Louis XVIII jusqu'à Béthune, où il procède au licenciement des troupes de la Garde royale restées sous ses ordres.
Pendant les Cent-Jours, il est employé à partir du 13 mai 1815 à l'armée des Alpes sous le maréchal Suchet. Placé à la tête d’une brigade de la 23e division d'infanterie, il commande l'arrière-garde pendant la retraite sur Lyon. Il réussit de la sorte à contenir les Alliés et parvient même à battre les Autrichiens près de Nantua. Lors de la Seconde Restauration, il redevient maréchal de camp le 1er août 1815. En 1823 Meynadier prend part à l'expédition d'Espagne comme chef d'état-major du 3e corps d'armée commandé par le prince de Hohenlohe. Il occupe les provinces basques avant d'être nommé major-général de l'armée d'occupation. Fait commandeur de Saint-Louis le 3 novembre 1823, il obtient également la grand-croix de l'ordre de Saint-Ferdinand d'Espagne.
De retour en France il est nommé lieutenant général le 22 mai 1825 et se voit chargé de nombreuses inspections. En 1827, il commande la 9e division militaire à Montpellier puis la 19e à Clermont-Ferrand en 1829. Après la Révolution de 1830, il entre dans la vie politique et devient conseiller général du Gard en 1831, fonctions qu'il conserve jusqu'à sa mort. Il est élu député du 2e collège de la Lozère le 6 septembre 1831, puis réélu sans discontinuer jusqu'à sa mort. Il est élevé au rang de grand-croix de la Légion d’honneur le 14 avril 1844.  
Le général Meynadier est décédé le 3 juillet 1847 à Paris, et son corps repose au cimetière du Père-Lachaise (37e division) à Paris. 

## Dotations
- Le 17 mars 1808 : dotation de 500 francs de rente sur le Mont de Milan.
- Le 15 août 1809 : dotation de 2 000 francs de rente sur les biens réservés dans le département du Trasimène.

## Hommages
- Son nom est inscrit sur la 39e colonne (pilier Ouest) de l'arc de triomphe de l'Étoile.
- La rue Meynadier, dans le 19e arrondissement de Paris, porte son nom.
- La rue Meynadier au Mont-Dore, dans le Puy de Dôme, porte son nom.
- La rue Meynadier à Cannes, dans les Alpes-Maritimes, porte son nom.
- La place du temple de St André de Valborgne, porte son nom.

## Sources
- (en) « Generals Who Served in the French Army during the Period 1789 - 1814: Eberle to Exelmans »
- Thierry Pouliquen, « Les généraux français et étrangers ayant servis [sic] dans la Grande Armée » (consulté le 18 juin 2014)
- « La noblesse d’Empire » (consulté le 18 juin 2014)
- Antoine Jay, Etienne de Jouy et Jacques Marquet de Norvins, Biographie nouvelle des contemporains ou dictionnaire historique et raisonné de tous les hommes qui, depuis la Révolution française ont acquis de la célébrité par leurs actions…, tome 13, Paris, librairie historique, janvier 1823, 504 p. (lire en ligne), p. 295.
- (pl) « Napoléon.org.pl ».
- Georges Six, Dictionnaire biographique des généraux & amiraux français de la Révolution et de l'Empire (1792-1814) Paris : Librairie G. Saffroy, 2003, 2 vol, Page 194.
- André Encrevé, « Meynadier », dans Patrick Cabanel et André Encrevé (dir.), Dictionnaire biographique des protestants français de 1787 à nos jours : M-Q, Paris, Max Chaleil, 2024 (ISBN 978-2-84621-358-5), p. 273-274.